# Varisella
Varisella (piemontesisch Varisela) ist eine Gemeinde in der italienischen Metropolitanstadt Turin (TO), Region Piemont.

## Lage und Einwohner
Varisella liegt 30 km nordwestlich von Turin im Val Ceronda. Das Gemeindegebiet umfasst eine Fläche von 22 km² und hat 844 Einwohner (Stand 31. Dezember 2023). Zur Gemeinde zählen noch die drei Weiler Baratonia, Moncolombone und Ramai. 
Die Nachbargemeinden sind Viù, Vallo Torinese, Fiano, La Cassa, Val della Torre und Givoletto.

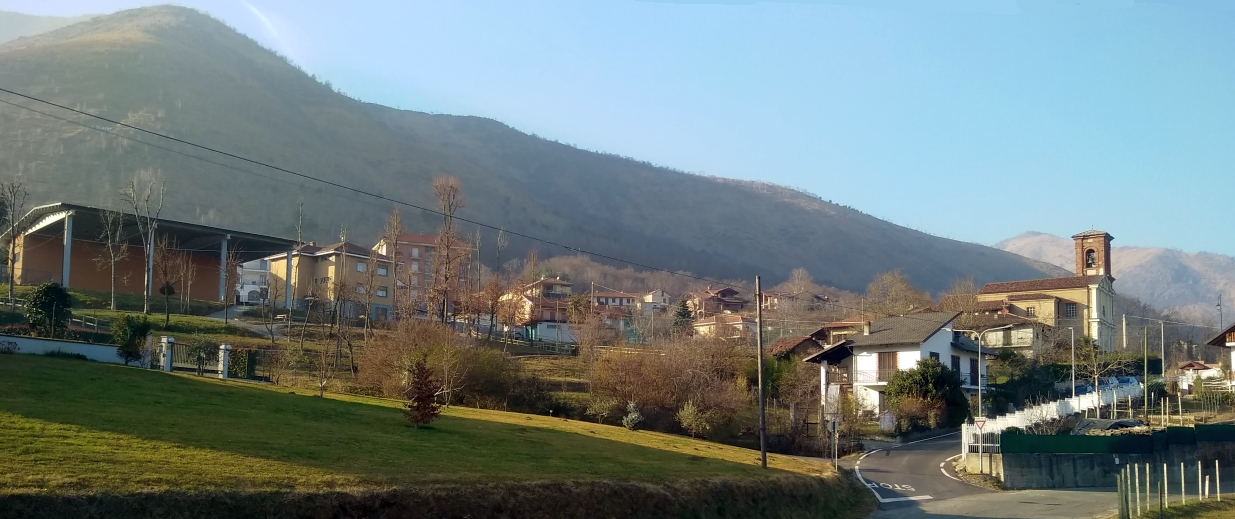
Panorama

## Geschichte

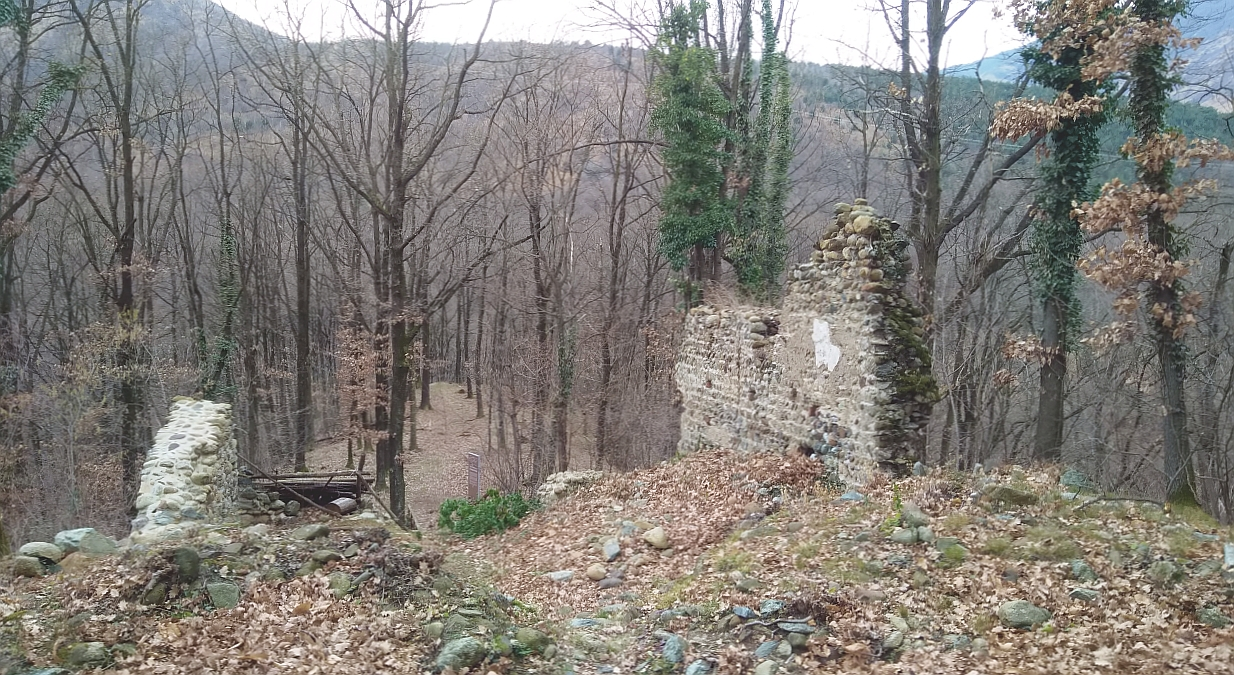
Burgruine von Baratonia

Die ältesten urkundlichen Zeugnisse beziehen sich auf Baratonia, damals eine unabhängige Gemeinde, bis sie 1870 aufgelöst und mit Varisella vereinigt wurde. Im Jahr 1090 wurde die Burg von Baratonia (Castrum Baratonie) zum ersten Mal erwähnt. Sitz einer mächtigen Familie lokaler Herren, die den Titel Visconti weitergaben und vier Jahrhunderte lang große Gebiete der Region kontrollierten, das Ceronda-Tal, die Lanzo-Täler und das Susatal.
Allerdings sind die ersten urkundlichen Zeugnisse von Varisella (Vallicella, kleines Tal) umstritten. Selbst die einzige, nur scheinbar eindeutige, mit der Kaiser Friedrich I. Barbarossa dem Bischof von Turin, Carlo, denHof von bestätigte Varisella mit seinem Schloss (1159).
Was sicher und sehr interessant ist, ist die Nachricht einige Jahre später. Ein paar lokale Persönlichkeiten, Bongiovanni di Varisella und seine Frau Giordana, schenkten ihr gesamtes Vermögen dem Kloster San Giacomo di Stura in Turin und wurden „Conversi“ (Laien-Ordensleute) des Klosters. Im folgenden Jahrhundert gehörte die Herrschaft über den Ort sicherlich den Vizegrafen von Baratonia, die zunächst vom Markgrafen von Monferrato (1246) und dann vom Bischof von Turin (1266) bestätigt wurden.
In den folgenden Jahrhunderten waren sowohl Baratonia als auch Varisella im Gegensatz zu anderen Untertanenländern vollständig von den Viscontis von Baratonia abhängig und gingen als solche Mitte des 15. Jahrhunderts an William Arcour, den Erben des letzten Visconti, über. Einige Jahre später musste Guglielmo selbst Streitigkeiten beilegen, die sowohl mit der Gemeinde Baratonia (1472) als auch mit der Gemeinde Varisella (1481) entstanden waren.
In der Neuzeit lösten andere Adelsfamilien die Herrschaft der Arcours ab, die Somatis in Baratonia und die Oselia in Varisella. Die letzten Lehensrechte wurden 1891 von der Gemeinde durch die Zahlung von 5000 Lire abgelöst.
Zwischen dem Ende des 19. und dem Beginn des 20. Jahrhunderts gingen viele Auswanderer nach Amerika (nach Bessemer am Ufer des Lake Superior), um dort ihr Glück zu suchen. Dank der Entwicklung der Industrie und insbesondere der Textilindustrie, in der viele Frauen beschäftigt sind, kann das traditionelle landwirtschaftliche Einkommen in das industrielle Einkommen integriert werden.
1927 verlor Varisella seine kommunale Autonomie an Fiano, erlangte sie aber 1954 auf Initiative der Bevölkerung umgehend zurück. Während des letzten Krieges befand sich hier die wichtigste Partisanengarnison im Untertal.